# مورنينغ دوف (مؤلفة)
مورنينغ دوف (بالإنجليزية: Mourning Dove)‏ (1888، بونيرس فيري في الولايات المتحدة - 8 أغسطس 1936)؛ روائية أمريكية.